# Församlingsbok
Församlingsbok är den kyrkobok som 1895 (Kungl. förordning 6.8 1894) ersatte husförhörslängden. Den blev i sin tur 1991 ersatt med en folklängd, då kyrkoböckerna och mantalslängderna slogs ihop.
Församlingsboken var upplagd topografiskt i likhet med husförhörslängden och listade alla som var skrivna på fastigheten kontinuerligt med namn, yrke, födelsedatum och födelseort, dödsdatum, civilstånd, flyttningsuppgifter med mera. Den innehöll fortfarande uppgifter av religiös karaktär, som till exempel nattvardsgång, husförhör och betyg i kristendomskunskap.